# Dalophia
Dalophia — рід плазунів родини амфісбенових (Amphisbaenidae). Представники цього роду мешкають в Центральній і Південній Африці.

## Види
Рід Dalophia нараховує 7 видів:
- Dalophia angolensis Gans, 1976
- Dalophia ellenbergeri (Angel, 1920)
- Dalophia gigantea (Peracca, 1903)
- Dalophia longicauda (F. Werner, 1915)
- Dalophia luluae (de Witte & Laurent, 1942)
- Dalophia pistillum (Boettger, 1895)
- Dalophia welwitschii Gray, 1865